# Rosa (escacs)
|  | Aquest article tracta sobre escacs. Vegeu-ne altres significats a «Rosa (desambiguació)». |

La rosa és una peça d'escacs màgica que hom pot trobar en alguns problemes d'escacs autodefinits com a màgics. Aquesta peça va ser inventada per Robert Meignant (al seu Problema núm 45, de 1968).
La rosa es mou per les caselles que formen una caixa en forma d'octògon, el costat del qual és un pas de cavall, i pot capturar qualsevol peça rival que ocupi alguna d'aquestes caselles.
La rosa es mou indiferentment cap a la dreta o cap a l'esquerra, és a dir, en el sentit de les agulles del rellotge, o en sentit contrari.
|   | a                                                                                       | b                                                                                       | c                                                                                       | d                                                                                       | e                                                                                       | f                                                                                       | g                                                                                       | h                                                                                       |   |
| 8 | e8 five · c7 six · g7 four · b5 seven · h5 three · c3 blanques cavall · g3 two · e2 one | e8 five · c7 six · g7 four · b5 seven · h5 three · c3 blanques cavall · g3 two · e2 one | e8 five · c7 six · g7 four · b5 seven · h5 three · c3 blanques cavall · g3 two · e2 one | e8 five · c7 six · g7 four · b5 seven · h5 three · c3 blanques cavall · g3 two · e2 one | e8 five · c7 six · g7 four · b5 seven · h5 three · c3 blanques cavall · g3 two · e2 one | e8 five · c7 six · g7 four · b5 seven · h5 three · c3 blanques cavall · g3 two · e2 one | e8 five · c7 six · g7 four · b5 seven · h5 three · c3 blanques cavall · g3 two · e2 one | e8 five · c7 six · g7 four · b5 seven · h5 three · c3 blanques cavall · g3 two · e2 one | 8 |
| 7 | e8 five · c7 six · g7 four · b5 seven · h5 three · c3 blanques cavall · g3 two · e2 one | e8 five · c7 six · g7 four · b5 seven · h5 three · c3 blanques cavall · g3 two · e2 one | e8 five · c7 six · g7 four · b5 seven · h5 three · c3 blanques cavall · g3 two · e2 one | e8 five · c7 six · g7 four · b5 seven · h5 three · c3 blanques cavall · g3 two · e2 one | e8 five · c7 six · g7 four · b5 seven · h5 three · c3 blanques cavall · g3 two · e2 one | e8 five · c7 six · g7 four · b5 seven · h5 three · c3 blanques cavall · g3 two · e2 one | e8 five · c7 six · g7 four · b5 seven · h5 three · c3 blanques cavall · g3 two · e2 one | e8 five · c7 six · g7 four · b5 seven · h5 three · c3 blanques cavall · g3 two · e2 one | 7 |
| 6 | e8 five · c7 six · g7 four · b5 seven · h5 three · c3 blanques cavall · g3 two · e2 one | e8 five · c7 six · g7 four · b5 seven · h5 three · c3 blanques cavall · g3 two · e2 one | e8 five · c7 six · g7 four · b5 seven · h5 three · c3 blanques cavall · g3 two · e2 one | e8 five · c7 six · g7 four · b5 seven · h5 three · c3 blanques cavall · g3 two · e2 one | e8 five · c7 six · g7 four · b5 seven · h5 three · c3 blanques cavall · g3 two · e2 one | e8 five · c7 six · g7 four · b5 seven · h5 three · c3 blanques cavall · g3 two · e2 one | e8 five · c7 six · g7 four · b5 seven · h5 three · c3 blanques cavall · g3 two · e2 one | e8 five · c7 six · g7 four · b5 seven · h5 three · c3 blanques cavall · g3 two · e2 one | 6 |
| 5 | e8 five · c7 six · g7 four · b5 seven · h5 three · c3 blanques cavall · g3 two · e2 one | e8 five · c7 six · g7 four · b5 seven · h5 three · c3 blanques cavall · g3 two · e2 one | e8 five · c7 six · g7 four · b5 seven · h5 three · c3 blanques cavall · g3 two · e2 one | e8 five · c7 six · g7 four · b5 seven · h5 three · c3 blanques cavall · g3 two · e2 one | e8 five · c7 six · g7 four · b5 seven · h5 three · c3 blanques cavall · g3 two · e2 one | e8 five · c7 six · g7 four · b5 seven · h5 three · c3 blanques cavall · g3 two · e2 one | e8 five · c7 six · g7 four · b5 seven · h5 three · c3 blanques cavall · g3 two · e2 one | e8 five · c7 six · g7 four · b5 seven · h5 three · c3 blanques cavall · g3 two · e2 one | 5 |
| 4 | e8 five · c7 six · g7 four · b5 seven · h5 three · c3 blanques cavall · g3 two · e2 one | e8 five · c7 six · g7 four · b5 seven · h5 three · c3 blanques cavall · g3 two · e2 one | e8 five · c7 six · g7 four · b5 seven · h5 three · c3 blanques cavall · g3 two · e2 one | e8 five · c7 six · g7 four · b5 seven · h5 three · c3 blanques cavall · g3 two · e2 one | e8 five · c7 six · g7 four · b5 seven · h5 three · c3 blanques cavall · g3 two · e2 one | e8 five · c7 six · g7 four · b5 seven · h5 three · c3 blanques cavall · g3 two · e2 one | e8 five · c7 six · g7 four · b5 seven · h5 three · c3 blanques cavall · g3 two · e2 one | e8 five · c7 six · g7 four · b5 seven · h5 three · c3 blanques cavall · g3 two · e2 one | 4 |
| 3 | e8 five · c7 six · g7 four · b5 seven · h5 three · c3 blanques cavall · g3 two · e2 one | e8 five · c7 six · g7 four · b5 seven · h5 three · c3 blanques cavall · g3 two · e2 one | e8 five · c7 six · g7 four · b5 seven · h5 three · c3 blanques cavall · g3 two · e2 one | e8 five · c7 six · g7 four · b5 seven · h5 three · c3 blanques cavall · g3 two · e2 one | e8 five · c7 six · g7 four · b5 seven · h5 three · c3 blanques cavall · g3 two · e2 one | e8 five · c7 six · g7 four · b5 seven · h5 three · c3 blanques cavall · g3 two · e2 one | e8 five · c7 six · g7 four · b5 seven · h5 three · c3 blanques cavall · g3 two · e2 one | e8 five · c7 six · g7 four · b5 seven · h5 three · c3 blanques cavall · g3 two · e2 one | 3 |
| 2 | e8 five · c7 six · g7 four · b5 seven · h5 three · c3 blanques cavall · g3 two · e2 one | e8 five · c7 six · g7 four · b5 seven · h5 three · c3 blanques cavall · g3 two · e2 one | e8 five · c7 six · g7 four · b5 seven · h5 three · c3 blanques cavall · g3 two · e2 one | e8 five · c7 six · g7 four · b5 seven · h5 three · c3 blanques cavall · g3 two · e2 one | e8 five · c7 six · g7 four · b5 seven · h5 three · c3 blanques cavall · g3 two · e2 one | e8 five · c7 six · g7 four · b5 seven · h5 three · c3 blanques cavall · g3 two · e2 one | e8 five · c7 six · g7 four · b5 seven · h5 three · c3 blanques cavall · g3 two · e2 one | e8 five · c7 six · g7 four · b5 seven · h5 three · c3 blanques cavall · g3 two · e2 one | 2 |
| 1 | e8 five · c7 six · g7 four · b5 seven · h5 three · c3 blanques cavall · g3 two · e2 one | e8 five · c7 six · g7 four · b5 seven · h5 three · c3 blanques cavall · g3 two · e2 one | e8 five · c7 six · g7 four · b5 seven · h5 three · c3 blanques cavall · g3 two · e2 one | e8 five · c7 six · g7 four · b5 seven · h5 three · c3 blanques cavall · g3 two · e2 one | e8 five · c7 six · g7 four · b5 seven · h5 three · c3 blanques cavall · g3 two · e2 one | e8 five · c7 six · g7 four · b5 seven · h5 three · c3 blanques cavall · g3 two · e2 one | e8 five · c7 six · g7 four · b5 seven · h5 three · c3 blanques cavall · g3 two · e2 one | e8 five · c7 six · g7 four · b5 seven · h5 three · c3 blanques cavall · g3 two · e2 one | 1 |
|   | a                                                                                       | b                                                                                       | c                                                                                       | d                                                                                       | e                                                                                       | f                                                                                       | g                                                                                       | h                                                                                       |   |

|   | a                                                        | b                                                        | c                                                        | d                                                        | e                                                        | f                                                        | g                                                        | h                                                        |   |
| 8 | e4 one · c3 blanques cavall · g3 two · b1 one · h1 three | e4 one · c3 blanques cavall · g3 two · b1 one · h1 three | e4 one · c3 blanques cavall · g3 two · b1 one · h1 three | e4 one · c3 blanques cavall · g3 two · b1 one · h1 three | e4 one · c3 blanques cavall · g3 two · b1 one · h1 three | e4 one · c3 blanques cavall · g3 two · b1 one · h1 three | e4 one · c3 blanques cavall · g3 two · b1 one · h1 three | e4 one · c3 blanques cavall · g3 two · b1 one · h1 three | 8 |
| 7 | e4 one · c3 blanques cavall · g3 two · b1 one · h1 three | e4 one · c3 blanques cavall · g3 two · b1 one · h1 three | e4 one · c3 blanques cavall · g3 two · b1 one · h1 three | e4 one · c3 blanques cavall · g3 two · b1 one · h1 three | e4 one · c3 blanques cavall · g3 two · b1 one · h1 three | e4 one · c3 blanques cavall · g3 two · b1 one · h1 three | e4 one · c3 blanques cavall · g3 two · b1 one · h1 three | e4 one · c3 blanques cavall · g3 two · b1 one · h1 three | 7 |
| 6 | e4 one · c3 blanques cavall · g3 two · b1 one · h1 three | e4 one · c3 blanques cavall · g3 two · b1 one · h1 three | e4 one · c3 blanques cavall · g3 two · b1 one · h1 three | e4 one · c3 blanques cavall · g3 two · b1 one · h1 three | e4 one · c3 blanques cavall · g3 two · b1 one · h1 three | e4 one · c3 blanques cavall · g3 two · b1 one · h1 three | e4 one · c3 blanques cavall · g3 two · b1 one · h1 three | e4 one · c3 blanques cavall · g3 two · b1 one · h1 three | 6 |
| 5 | e4 one · c3 blanques cavall · g3 two · b1 one · h1 three | e4 one · c3 blanques cavall · g3 two · b1 one · h1 three | e4 one · c3 blanques cavall · g3 two · b1 one · h1 three | e4 one · c3 blanques cavall · g3 two · b1 one · h1 three | e4 one · c3 blanques cavall · g3 two · b1 one · h1 three | e4 one · c3 blanques cavall · g3 two · b1 one · h1 three | e4 one · c3 blanques cavall · g3 two · b1 one · h1 three | e4 one · c3 blanques cavall · g3 two · b1 one · h1 three | 5 |
| 4 | e4 one · c3 blanques cavall · g3 two · b1 one · h1 three | e4 one · c3 blanques cavall · g3 two · b1 one · h1 three | e4 one · c3 blanques cavall · g3 two · b1 one · h1 three | e4 one · c3 blanques cavall · g3 two · b1 one · h1 three | e4 one · c3 blanques cavall · g3 two · b1 one · h1 three | e4 one · c3 blanques cavall · g3 two · b1 one · h1 three | e4 one · c3 blanques cavall · g3 two · b1 one · h1 three | e4 one · c3 blanques cavall · g3 two · b1 one · h1 three | 4 |
| 3 | e4 one · c3 blanques cavall · g3 two · b1 one · h1 three | e4 one · c3 blanques cavall · g3 two · b1 one · h1 three | e4 one · c3 blanques cavall · g3 two · b1 one · h1 three | e4 one · c3 blanques cavall · g3 two · b1 one · h1 three | e4 one · c3 blanques cavall · g3 two · b1 one · h1 three | e4 one · c3 blanques cavall · g3 two · b1 one · h1 three | e4 one · c3 blanques cavall · g3 two · b1 one · h1 three | e4 one · c3 blanques cavall · g3 two · b1 one · h1 three | 3 |
| 2 | e4 one · c3 blanques cavall · g3 two · b1 one · h1 three | e4 one · c3 blanques cavall · g3 two · b1 one · h1 three | e4 one · c3 blanques cavall · g3 two · b1 one · h1 three | e4 one · c3 blanques cavall · g3 two · b1 one · h1 three | e4 one · c3 blanques cavall · g3 two · b1 one · h1 three | e4 one · c3 blanques cavall · g3 two · b1 one · h1 three | e4 one · c3 blanques cavall · g3 two · b1 one · h1 three | e4 one · c3 blanques cavall · g3 two · b1 one · h1 three | 2 |
| 1 | e4 one · c3 blanques cavall · g3 two · b1 one · h1 three | e4 one · c3 blanques cavall · g3 two · b1 one · h1 three | e4 one · c3 blanques cavall · g3 two · b1 one · h1 three | e4 one · c3 blanques cavall · g3 two · b1 one · h1 three | e4 one · c3 blanques cavall · g3 two · b1 one · h1 three | e4 one · c3 blanques cavall · g3 two · b1 one · h1 three | e4 one · c3 blanques cavall · g3 two · b1 one · h1 three | e4 one · c3 blanques cavall · g3 two · b1 one · h1 three | 1 |
|   | a                                                        | b                                                        | c                                                        | d                                                        | e                                                        | f                                                        | g                                                        | h                                                        |   |